# Fusillade de l'université Virginia Tech
La fusillade de l'Université Virginia Tech, qui s'est déroulée le 16 avril 2007 sur le campus de l'université Virginia Tech, à Blacksburg dans l'État de Virginie, a fait trente-trois morts dont l'auteur des coups de feu. Cet événement est le deuxième massacre en milieu scolaire le plus meurtrier de l'histoire des États-Unis, après l'attentat de Bath Consolidated School en 1927.

## Université
Fondée en 1872, la Virginia Polytechnic Institute and State University est située dans les montagnes du sud-ouest de la Virginie, à un peu plus de deux cent cinquante kilomètres à l'ouest de Richmond, la capitale de l'État. Elle est connue pour son école d'ingénieurs et son équipe de football universitaire, les Virginia Tech Hokies.

## Événements
Les premiers tirs se produisent le 16 avril 2007 vers 7 heures du matin (heure locale) au West Ambler Johnston Hall, un dortoir mixte qui héberge 895 étudiants, où deux personnes sont tuées. Un témoin rapporte avoir entendu une trentaine de coups de feu. Les tirs continuent dans une classe du Norris Hall, le bâtiment consacré aux sciences de l'ingénierie,.
Tous les cours de la journée et du lendemain sont annulés et on demande aux étudiants de demeurer à l'intérieur, loin des fenêtres. En effet, deux alertes à la bombe ont eu lieu à Virginia Tech la semaine précédant la fusillade : la première visait Torgersen Hall et la seconde les multiples bâtiments abritant les classes d'ingénierie. L'université offre cinq mille dollars à la personne qui pourrait fournir des renseignements sur ces alertes. On ne sait toutefois pas si ces alertes à la bombe sont liées à la tuerie.
De forts vents, produits par une violente tempête sur la côte est, auraient empêché les forces de l'ordre d'utiliser des hélicoptères pour effectuer des évacuations médicales.
Les premiers rapports annoncent un seul mort. Rapidement, le bilan s'alourdit et passe à vingt-deux, puis vingt-trois morts. Le nombre augmente encore quelque temps plus tard. L'Associated Press annonce le chiffre de trente et une victimes, repris par MSNBC, CNN, CBS, la BBC, NBC, et la SRC,, alors que ABC News en annonce vingt-neuf. Le président de l'université Charles W. Steger annonce ensuite que la tuerie a fait trente-trois morts. En ce qui concerne les blessés, ils sont au nombre de vingt-neuf pour CNN, vingt et un pour Fox et dix pour la BBC. Parmi ceux-ci, on dénombre deux étudiants qui se sont blessés en sautant d'une fenêtre du troisième étage du West Ambler Johnston Hall afin d'échapper aux tirs.

## Chronologie

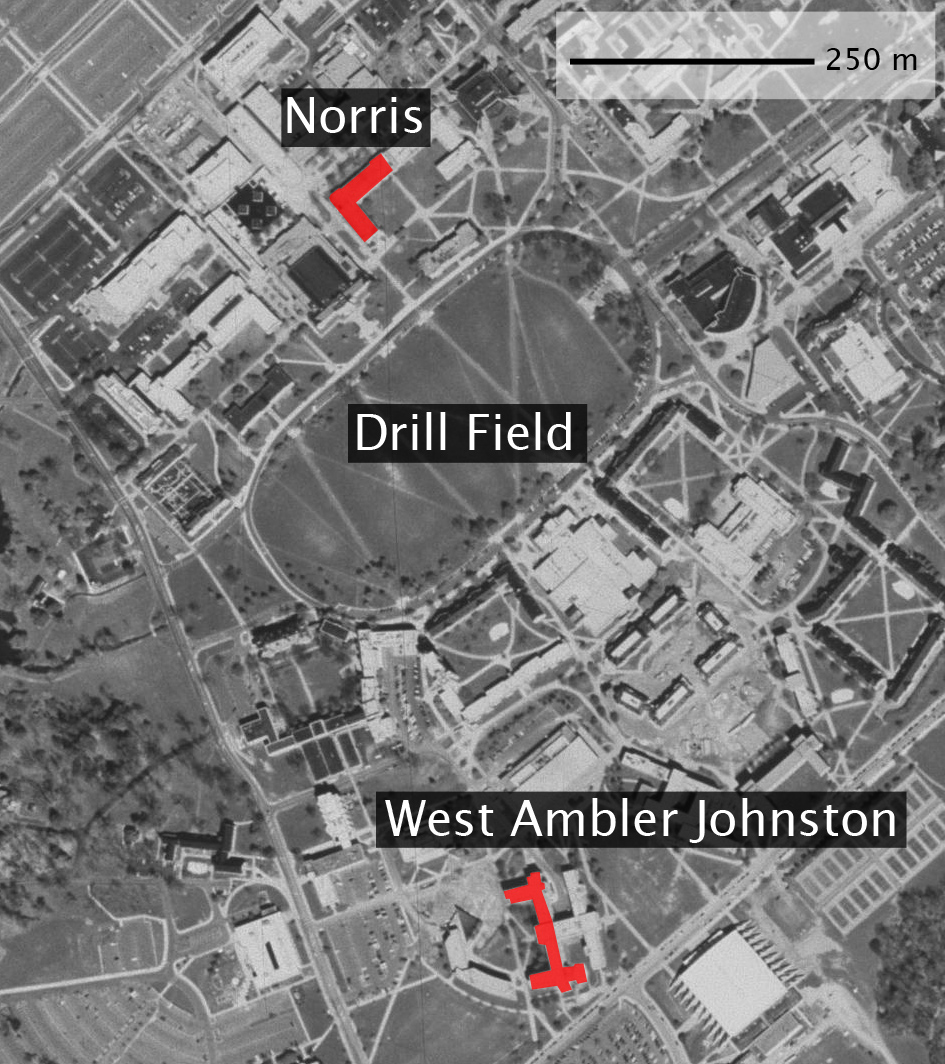
Plan des lieux où se sont déroulés les massacres à l'Université de Virginia Tech.

- 7 h 15 : la police est appelée dans le West Ambler Johnston Hall, l'une des nombreuses résidences universitaires du campus. Un homme et une femme ont été tués par balle.
- Entre 7 h 15 et 9 heures : le tireur compile son « manifesto » et se rend au bureau de poste pour l'envoyer à la chaîne de télévision NBC (lire plus bas). Le cachet de la poste indique que l'envoi s'est fait à précisément 9 h 1.
- 7 h 30 : deux blessés sont transportés au Montgomery Regional Hospital, l'hôpital le plus proche du campus.
- 8 heures : les cours commencent pour la plupart des neuf mille étudiants logeant sur le campus et les milliers d'externes. La police fait évacuer la résidence universitaire, effectue les premiers relevés d'enquête et commence à interroger les témoins. Pensant que le tireur a quitté le campus, elle choisit, en accord avec l'université, de traiter l'affaire comme un incident isolé.
- 9 h 26 : un courriel de l'administration annonce aux étudiants que des tirs ont eu lieu dans la résidence universitaire, les invite à la prudence et leur demande de contacter la police s'ils remarquent quelque chose de suspect ou disposent d'informations sur l'affaire.
- vers 9 h 30 : des étudiants présents dans le Norris Hall, un bâtiment abritant les salles de classe des élèves ingénieurs, appellent la police pour signaler de nouveaux coups de feu. Pour une raison indéterminée, un inconnu avance de salle en salle et tue trente personnes dans ce bâtiment avant de se suicider. Selon des témoins, il était de type asiatique et portait un trenchcoat noir. Une vingtaine de blessés, dont certains graves, sont transportés dans les hôpitaux de la région.
- 9 h 50 : un deuxième courriel annonce : « Un tireur incontrôlé se trouve sur le campus. Restez dans les bâtiments […] loin des fenêtres. » Les haut-parleurs du campus diffusent un message similaire.
- 10 h 16 : un troisième courriel annonce l'annulation de tous les cours et demande à ceux qui sont dans le campus de s'enfermer, et à ceux qui sont à l'extérieur de ne pas venir.
- 10 h 52 : un quatrième courriel annonce qu'il y a « plusieurs victimes » dans le Norris Hall, qu'un tireur a été arrêté et que la police recherche un éventuel second tireur. Les entrées du campus sont fermées. En fait, l'unique auteur des faits s'est suicidé, mais la police a traité sans ménagement plusieurs hommes évacués du Norris Hall, redoutant chaque fois d'avoir affaire au tireur. De plus, les autorités estiment qu'il est probable mais pas certain que le double meurtre et la tuerie soient liés, et n'excluent donc pas que le tireur impliqué dans la résidence universitaire réapparaisse.
- Peu après 12 h 15 : le président de l'université, Charles W. Steger, et le responsable de la police de l'université, Wendell Flinchum, annoncent dans une conférence de presse que le bilan dépasse les vingt morts.
- Dans le courant de l'après-midi, le bilan monte peu à peu jusqu'à trente-trois morts, parmi lesquels le tireur du Norris Hall.
- Le tireur a envoyé des documents vidéo de lui à la chaîne de télévision américaine, NBC News, ainsi qu'une photographie de lui, armé, entre les deux fusillades. Les vidéogrammes le montrent disant : « Vous m'avez poussé dans mes derniers retranchements et ne m'avez laissé qu'un seul choix. C'était votre décision. Maintenant vous avez du sang sur les mains. Vous aviez des centaines de milliards de possibilités et de moyens d'éviter aujourd'hui. Mais vous avez décidé de verser mon sang. » Sur l'un des vidéogrammes reçus par la chaîne, il dit encore : « Je n'avais pas à faire cela. J'aurais pu partir, j'aurais pu fuir, mais non, je ne fuirai plus. Si ce n'est pas pour moi, ce sera pour mes enfants, pour mes frères et sœurs que vous avez b--sés. Je l'ai fait pour eux. » (« I didn't have to do this. I could have left, I could have fled, but no, [...] I will no longer run. If not for me, for my children, for my brothers and sisters that you f--d. I did it for them. »)[8]

## Le tireur

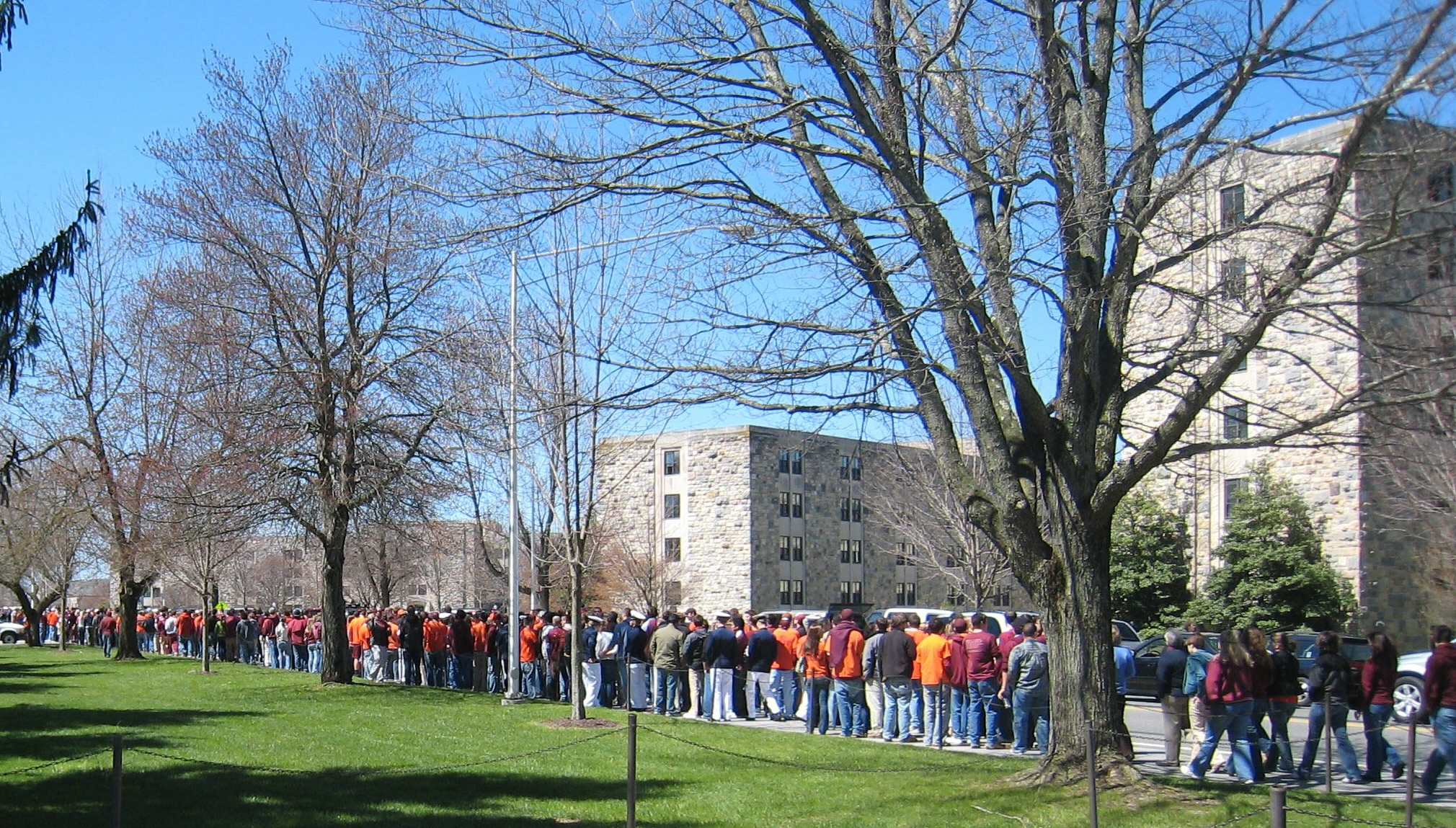
File d'étudiants se rassemblant à l'extérieur de l'Université Virginia Tech après le carnage.

Le tireur, identifié le lendemain comme étant Cho Seung-hui, un étudiant en lettres anglaises sud-coréen de 23 ans, s'est donné la mort.
En 2005, plusieurs plaintes avaient été déposées contre Cho Seung-hui et ce dernier avait fait un bref séjour en hôpital psychiatrique en raison de ses tendances suicidaires. Un tribunal l'avait déclaré « malade mental » en décembre 2005 et avait affirmé qu'il était « un danger imminent pour lui-même et pour les autres ».
Les armes du tireur étaient un pistolet de calibre 9 millimètres (Glock 19) et un autre de calibre 22, un Walther P22, tous deux retrouvés sur la scène du crime.
Des témoins oculaires ont décrit un jeune homme de type asiatique portant une casquette de couleur marron et un manteau de cuir noir ou une veste avec un visage impassible.
La chaîne de télévision NBC News diffuse le 18 avril 2007 une quinzaine de photographies parmi les quarante-trois adressées par le tueur à la rédaction entre les deux premiers meurtres et les trente suivants. Le nom de Cho Seung-hui ne figurait pas sur le courrier reçu, seul le nom de l'expéditeur A. Ishmael y est écrit pour l'adresse de retour, le même nom que celui écrit sur son avant-bras en lettres rouges (voir ci-dessous). Certaines photos sont visibles sur le site de NBC. On peut voir, sur les photos publiées, le jeune homme habillé dans une tenue d'apparence militaire tenant deux armes dans ses mains ; sur une autre, un alignement de cartouches ; sur une autre, il mime son suicide en tenant son revolver appuyé contre sa tempe ou un couteau contre sa gorge. Sur une autre, il tient un marteau à deux mains. Cette mise en scène ressemble à l'imagerie issue du film sud coréen Old Boy. D'autres documents, une lettre et une trentaine de vidéos totalisant une dizaine de minutes de prise de vue ont aussi été reçues par la chaîne. Ces documents ont été remis au FBI, la police fédérale américaine. Des extraits ont été diffusés à la télévision américaine.
La lettre comporte une référence aux « martyrs comme Eric et Dylan », certainement Eric Harris et Dylan Klebold, auteurs de la fusillade du lycée Columbine. Dans leur ensemble, les documents laissent découvrir la rage et la colère de l'auteur des meurtres. « Je n'avais pas à faire ça, j'aurais pu partir, m'enfuir. Mais non, je ne m'enfuirai plus. Plus de ça pour moi. Pour mes enfants, mes frères et sœurs que vous baisez, je l'ai fait pour eux » dit-il dans l'un de ses documents vidéo. Il écrit aussi « À cause de vous, je meurs, comme Jésus Christ, pour inspirer des générations de faibles et de sans défenses ».
Cho Seung-hui a écrit ces mots « Ismael-Ax » (probablement « Hache d'Ismaël », en anglais Ismael's axe) à l'encre rouge sur son avant-bras. Cela pourrait évoquer le commandement fait à Abraham d'immoler son premier fils, Ismaël dans la tradition musulmane, à l'aide d'un couteau ou d'une hache, selon les versions,. 
Par ailleurs, écrire à l'encre rouge est très mal considéré dans la culture sud-coréenne, pays dont Cho Seung-hui a émigré à l'âge de 8 ans. Écrire le nom d'une personne à l'encre rouge revient à souhaiter la mort de celle-ci.
Une rumeur a circulé quelques jours après la fusillade, indiquant que Cho aurait acheté armes et munitions sur le site d'enchères en ligne eBay. Contrairement à ce que la rumeur laissait croire, Cho y a seulement acheté des chargeurs de balles vides et un étui de revolver.

## Victimes
La liste des victimes comporte trente-deux personnes au total sans compter le tireur qui s'est ensuite suicidé.
1. Jocelyne Couture-Nowak (49) Montréal, Québec
2. Emily Hilscher (19) Woodville, Virginie
3. Minal Panchal (26) Mumbai, Inde
4. G. V. Loganathan (53) Erode, Tamil Nadu, Inde
5. Jarrett Lane (22) Narrows, Virginie
6. Brian Bluhm (25) Louisville, Kentucky
7. Matthew Gwaltney (24) Chesterfield County, Virginie
8. Jeremy Herbstritt (27) Bellefonte, Pennsylvanie
9. Partahi Lumbantoruan (34) Medan, Sumatra du Nord, Indonésie
10. Daniel O'Neil (22) Lincoln, Rhode Island
11. Juan Ortiz (26) Bayamón, Puerto Rico
12. Julia Pryde (23) Middletown, New Jersey
13. Waleed Shaalan (32) Zagazig, Égypte
14. Jamie Bishop (35) Pine Mountain, Georgie
15. Lauren McCain (20) Hampton, Virginie
16. Michael Pohle Jr. (23) Flemington, New Jersey
17. Maxine Turner (22) Vienna, Virginie
18. Nicole White (20) Smithfield, Virginie
19. Liviu Librescu (76) Ploieşti, Roumanie
20. Ryan Clark (22) Martinez, Georgie
21. Ross Alameddine (20) Saugus, Massachusetts
22. Austin Cloyd (18) Champaign, Illinois
23. Daniel Perez Cueva (21) Woodbridge, Virginie
24. Caitlin Hammaren (19) Westtown, New York
25. Rachael Hill (18) Richmond, Virginie
26. Matthew La Porte (20) Dumont, New Jersey
27. Henry Lee (Henh Ly) (20) Roanoke, Virginie / Quảng Ninh, Vietnam
28. Erin Peterson (18) Centreville, Virginie
29. Mary Karen Read (19) Annandale, Virginie
30. Reema Samaha (18) Centreville, Virginie
31. Leslie Sherman (20) Springfield, Virginie

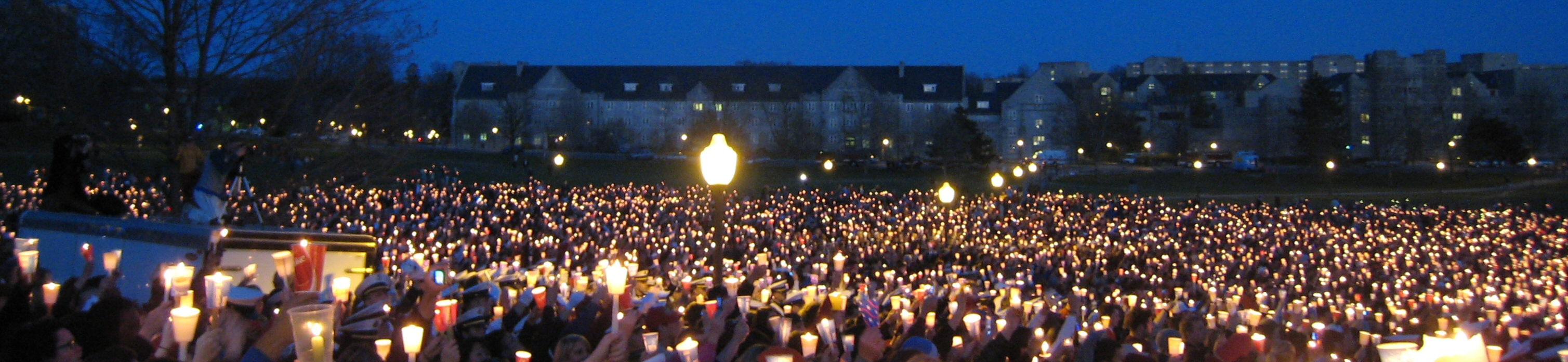
Les étudiants de Virginia Tech rendant hommage à leurs amis disparus durant une veillée de nuit à la chandelle.

32. Kevin Granata (45) Toledo, Ohio

## Réactions

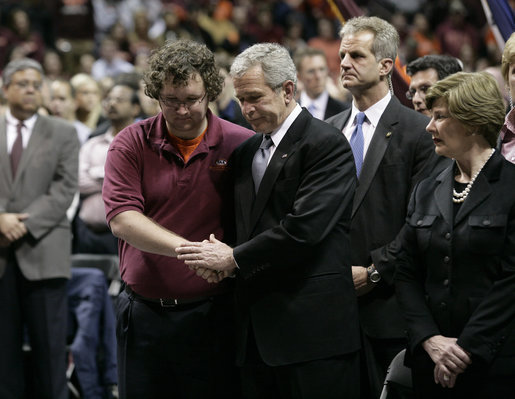
Le Président américain George W. Bush transmet ses vœux de sympathie aux étudiants de Virginia Tech à la suite de son discours au rassemblement de l'Université.

- Le président américain George W. Bush a déclaré avoir été « horrifié » par la tuerie. « Il a été horrifié, et sa réaction immédiate a été une réaction de profonde préoccupation » pour les familles des victimes, les étudiants et le personnel de l'université, a déclaré une porte-parole de la Maison-Blanche, Dana Perino, très émue. Elle a dit que la Maison-Blanche « suivait l'évolution » de la situation. Elle ne s'est pas prononcée sur l'éventualité que M. Bush se rende sur place.
- Jacques Chirac a « appris avec horreur et consternation la fusillade de l'Université de Virginie » et « adresse au président George W. Bush, aux familles des victimes et au peuple américain l'expression de ses condoléances les plus attristées et de sa totale solidarité ».
- La chancelière allemande Angela Merkel a fait part aux autorités américaines de « sa consternation » et a « exprimé sa compassion ».
- La reine Élisabeth II d’Angleterre s’est déclarée « choquée et attristée » en apprenant la fusillade en Virginie. Elle va « continuer à être informée » des suites de la tragédie.
- Le ministre chinois des Affaires étrangères Li Zhaoxing juge cet « incident extrêmement regrettable. Nous sommes choqués par la fusillade et nous exprimons nos profondes condoléances aux habitants de Virginie ». « Quant à savoir si l'agresseur était un étudiant chinois, nous n'avons pas vu ces informations, mais, autant que nous le sachions, l'enquête est en cours et nous ne pouvons pas nous perdre en conjectures », s'est-il borné à ajouter.
- Le premier ministre australien John Howard rappelle que ses compatriotes ont « vécu des événements terribles à Port Arthur. Mais c'est ce qui nous a conduits il y a onze ans à prendre des mesures pour limiter la vente des armes ». Le 28 avril 1996, l'Australie avait été le théâtre d'une des pires tueries au monde dans la cité de Port Arthur en Tasmanie où un tueur, Martin Bryant, avait abattu trente-cinq personnes. « Nous avons affiché notre détermination pour que la culture des armes à feu, si néfaste aux États-Unis, ne le devienne pas dans notre pays », a ajouté le premier ministre.
- Le chef de la diplomatie italienne Massimo D'Alema s'est dit « profondément peiné et bouleversé », dans un courrier envoyé à la secrétaire d'État américaine Condoleezza Rice.
- Le ministre canadien de la Sécurité publique Stockwell Day assure que « le choc et l'horreur de cet acte ont été ressentis partout » dans le pays. « Au nom du gouvernement du Canada et de tous les Canadiens, je désire présenter nos plus sincères condoléances à la famille et aux amis des victimes de cette tragédie insensée et souhaiter un prompt rétablissement aux blessés. » Il a ajouté qu’« en tant que voisins, nous partageons votre tristesse et, en tant qu'amis, nous déplorons ces pertes de vies ».
- L’Iran « regrette, condamne cet acte et présente ses condoléances au peuple et aux familles des victimes ». Le ministre des Affaires étrangères Mohammad Ali Hosseini souligne qu’un tel acte est « contraire aux valeurs divines et humaines ».

## Contexte historique
Avec un bilan annoncé s'élevant à trente-trois victimes, incluant le tireur, il s'agit de la fusillade scolaire ayant fait le plus de victimes aux États-Unis, dépassant les quinze morts (incluant les deux tireurs) du massacre du lycée de Columbine de 1999 et les seize morts (incluant le tireur) du Massacre de l'Université du Texas perpetré par Charles Whitman en 1966. Seuls les attentats à la bombe qui ont frappé la Bath School à (Bath Township, Michigan, en 1927) ont causé un bilan plus lourd dans l'histoire des drames s'étant produits en milieu scolaire aux États-Unis (quarante-cinq personnes tuées).
C'est également la fusillade civile la plus meurtrière de l'histoire des États-Unis, depuis les vingt-quatre morts de la fusillade du Luby's de 1991 et jusqu’à la Fusillade du 12 juin 2016 à Orlando qui fit quarante-neuf morts.

## Couverture médiatique
La question des motivations du tueur a été posée dès l'annonce de la nouvelle.
Un éditorialiste de Fox News se pose tout à fait sérieusement la question de savoir si Cho Seung-hui n'aurait pas agi sous l'emprise du diable. Plus rationnellement, le docteur Dolores Malaspina, directrice du département de psychiatrie de la New York University School of Medicine, indiqua que le perchloroéthylène, substance toxique utilisée dans le nettoyage à sec, était un facteur de schizophrénie, et que Cho Seung-hui, dont les parents avaient une entreprise de nettoyage à sec, aurait pu être affecté par une exposition durable à ce composé organique volatil.

## Fausse alerte
Le 18 avril, moins de deux jours après la fusillade, Virginia Tech a été l'objet d'une nouvelle alarme. Des policiers armés de fusils se sont de nouveau déployés dans un bâtiment, situé sur le campus, après qu’un appel téléphonique a signalé un « événement suspect » vers 8 h 30, dans Burruss Hall, un bâtiment mitoyen de Norris Hall. Ces craintes se sont avérées infondées et la police n'a pas voulu détailler ce qui s'était vraiment passé.